# Fokker E.IV
Fokker E.IV byl jednomístný německý jednomotorový jednoplošník z období první světové války s pevným podvozkem ostruhového typu.

## Vznik
Fokker E.IV byl poslední z řady úspěšných Eindeckerů konstrukčně navazující na předchozí typ Fokker E.III. Inspirací pro jeho vznik byly i dopisy leteckého esa Kurta Wintgense Anthony Fokkerovi, ve kterých nadnesl myšlenku zvětšení palebné síly stíhacích letounů. E.IV vyzbrojený třemi synchronizovanými kulomety Maxim LMG.08/15 ráže 7,92 mm poháněl dvouhvězdicový rotační čtrnáctiválec Oberursel U.III s výkonem 118 kW. Německé císařské letectvo nový typ převzalo 19. září 1915.

## Vývoj a nasazení

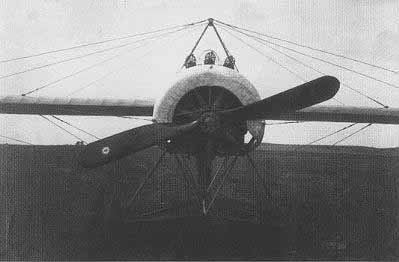
Čelní pohled na E.IV s původní výzbrojí tří kulometů

Koncem září Anthony Fokker odletěl s prototypem ze Schwerinu do Essenu, kde se očekával francouzský nálet na Kruppovy zbrojovky. Zde došlo při propagačním předvedení střelby tří vedle sebe umístěných kulometů k poškození vrtule vlivem technické složitosti jejich synchronizace. Při následné opravě byl prostřední kulomet demontován a zařízení synchronizace nově seřízeno. Koncem září také letectvo objednalo prvních šest kusů sériových E.IV.
Další přejímací testy prototypu provedl nadporučík Otto Parschau. Odhalil velké síly v řízení, horší obratnost než předchozí Fokker E.III a vyšší hmotnost na jednotku plochy, která zhoršovala i ostatní vlastnosti. Přes všechny tyto potíže bylo koncem listopadu objednáno dalších šest kusů E.IV.
Dne 11. listopadu 1915 si při návštěvě továrny Fokker převzal jeden z prvních dvou vyrobených E.IV poručík Oswald Boelcke z Flieger Abteilung č. 62 jako svůj osobní stroj. Začátkem prosince pak bylo objednáno dalších šest Fokkerů E.IV, v lednu 1916 si svůj osobní E.IV převzal také poručík Max Immelmann. V únoru 1916 byla u výrobce objednána poslední série v počtu 30 letounů.
Ke dni 31. prosince 1915 se na frontě nacházely dva stroje Fokker E.IV, koncem února 1916 šest, dubna 28 a června 29 stíhacích E.IV. Koncem srpna 1916 operovalo na frontě 25 Fokkerů E.IV, na podzim ještě 16 a v únoru 1917 již žádný.

## Specifikace (E.IV)

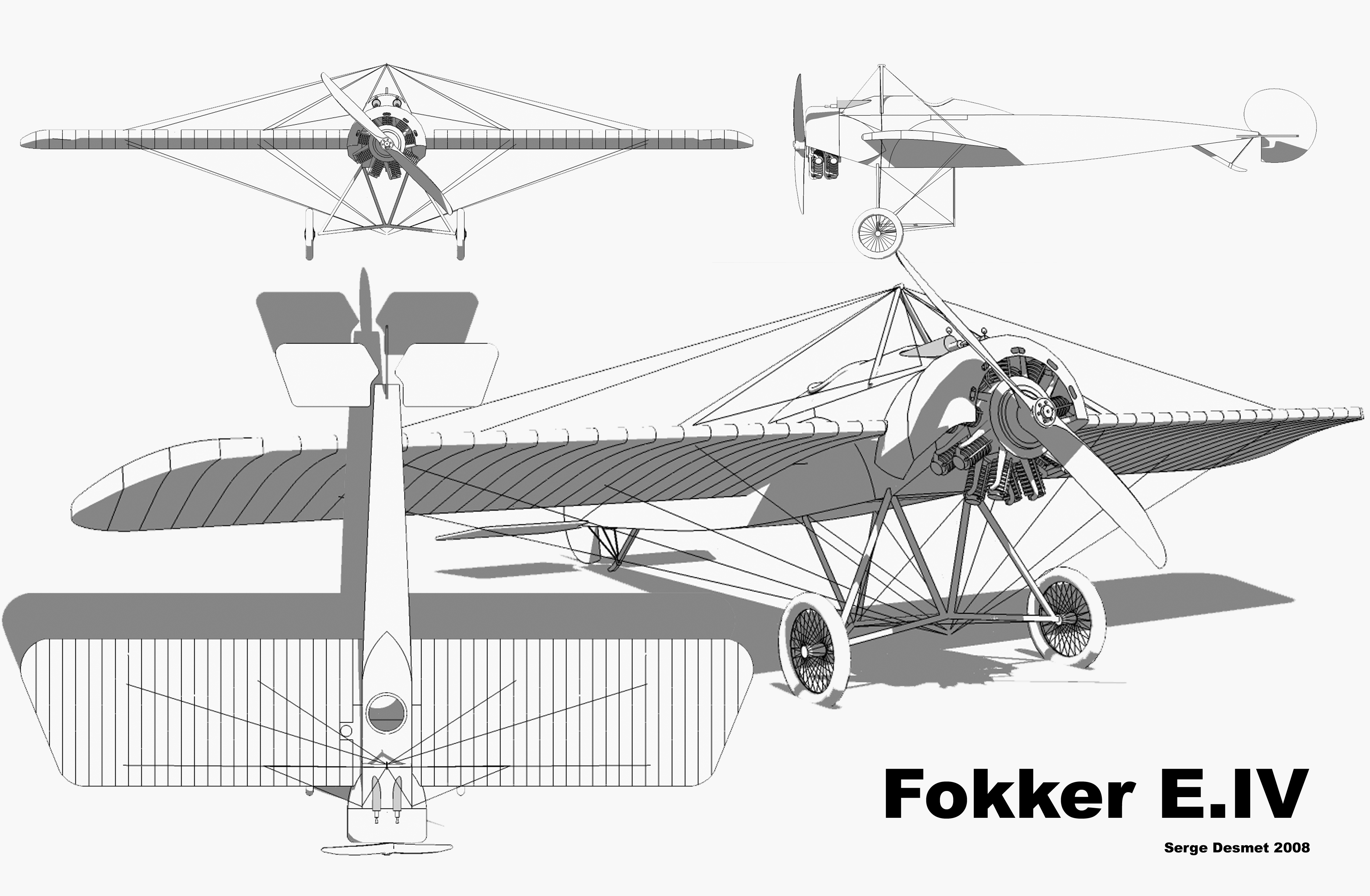
Fokker E.IV

Údaje dle

### Technické údaje
- Osádka: 1
- Rozpětí: 10,00 m
- Délka: 7,50 m
- Výška: 2,77 m
- Nosná plocha: 16,00 m²
- Hmotnost prázdného letounu: 466 kg
- Vzletová hmotnost: 724 kg
- Pohonná jednotka: 1 × vzduchem chlazený čtrnáctiválcový rotační motor Oberursel U.III
- Výkon pohonné jednotky: 160 hp (120 kW)

### Výkony
- Maximální rychlost v 1000 m: 170 km/h
- Výstup do 1000 m: 3,0 min
- Výstup do 3000 m: 15,0 min
- Výstup do 4000 m: 25,0 m

### Výzbroj
- 2 × synchronizovaný kulomet LMG 08[3] ráže 7,92 mm